# معركة نيو ماركت
معركة نيو ماركت (بالإنجليزية: Battle of New Market)‏ في 15 مايو 1864 ، في ولاية فرجينيا خلال حملات الوادي عام 1864 في الحرب الأهلية الأمريكية . حيث ان جيش الكونفدرالية المؤلف من 4100 رجل، والذي يضم طلاب من معهد فرجينيا العسكري (معهد فرجينيا العسكري)، هزم قوات الاتحاد بقيادة اللواء فرانز سيجل كان المتدربون جزءًا لا يتجزأ من انتصار الكونفدرالية في نيو ماركت، ويمثل هذا الحدث الوحيد في تاريخ الولايات المتحدة حيث شاركت الهيئة الطلابية لكلية كوحدة منظمة في قتال ضار.  

معركة نيو ماركت

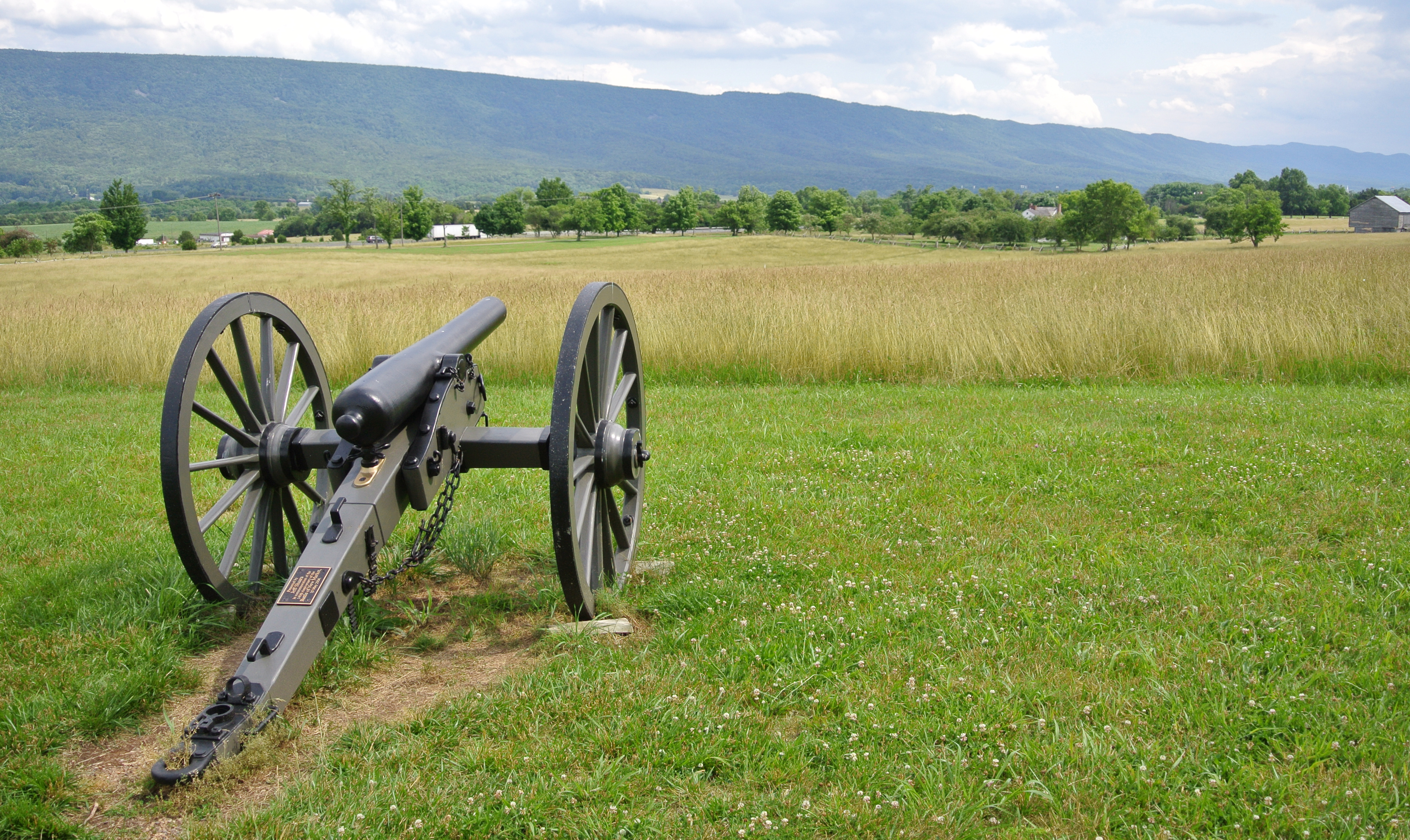
"ميدان الأحذية المفقودة" في ساحة معركة نيو ماركت

## خسائر

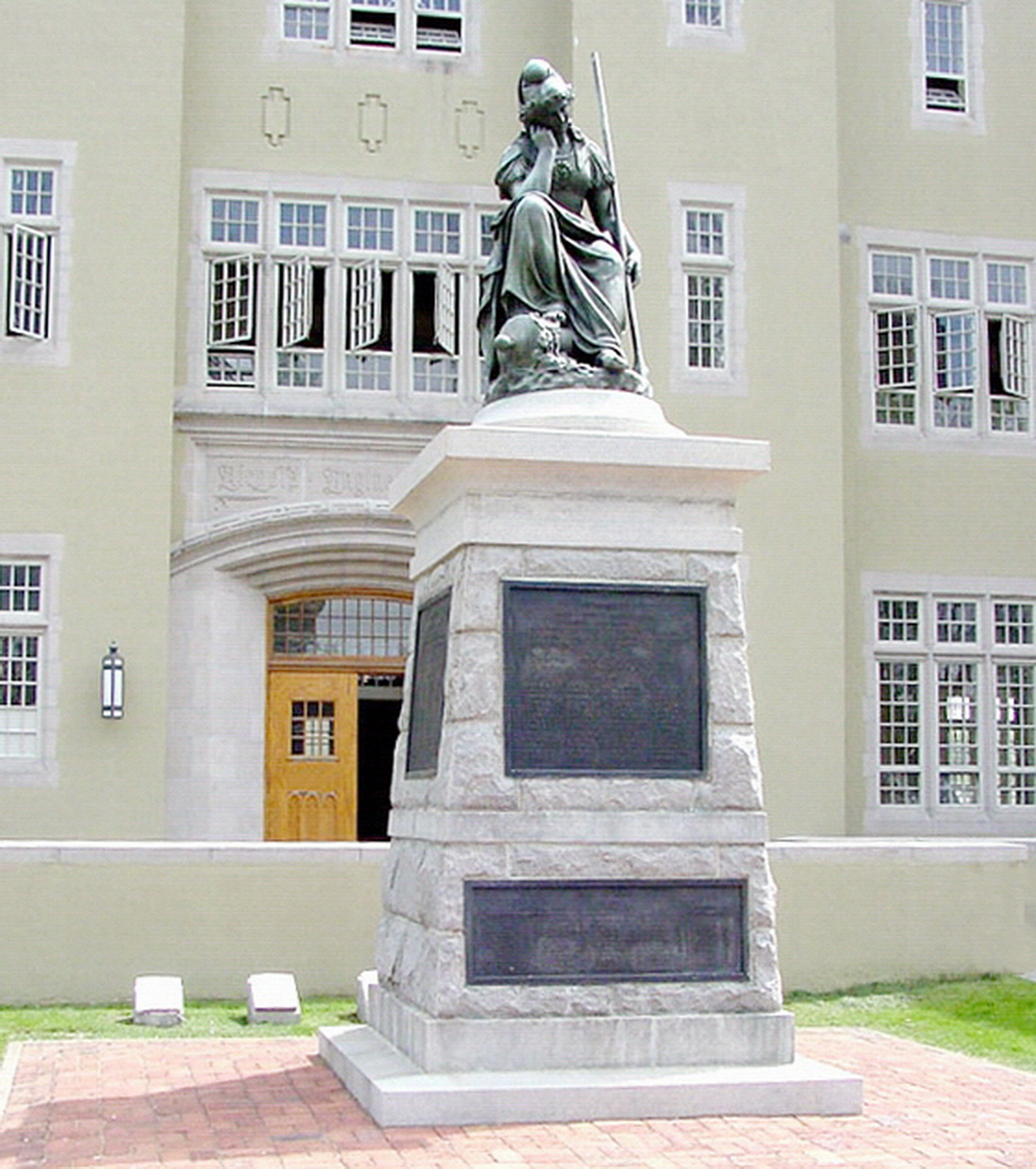
فيرجينيا نصب تذكاري على قتلي المعركة ، منحوتة من قبل موسى حزقييل ، متدرب في نيو مارك

أصيب سبعة وأربعون طالبا من معهد VMI في المعركة (حوالي 23 ٪).  الطلاب العشرة التالية قُتلوا بشكل مباشر :
| كاديت                                   | مسقط رأس                        | رتبة والشركة          | ملاحظات |
| --------------------------------------- | ------------------------------- | --------------------- | --- |
| صموئيل فرانسيس أتويل 1866               | أتويلتون ، فرجينيا              | كاديت العريف فصيل أ   | توفي في 20 يوليو في منزل الدكتور سترابلنج في ستونتون. دفن في معهد فرجينيا العسكري. ‣ تمت ترقيته إلى الرقيب الثالث في كاديت، في الفصيل ج 27 يونيو 1864 ، ولكن لم يتم تقديمه مطلقًا |

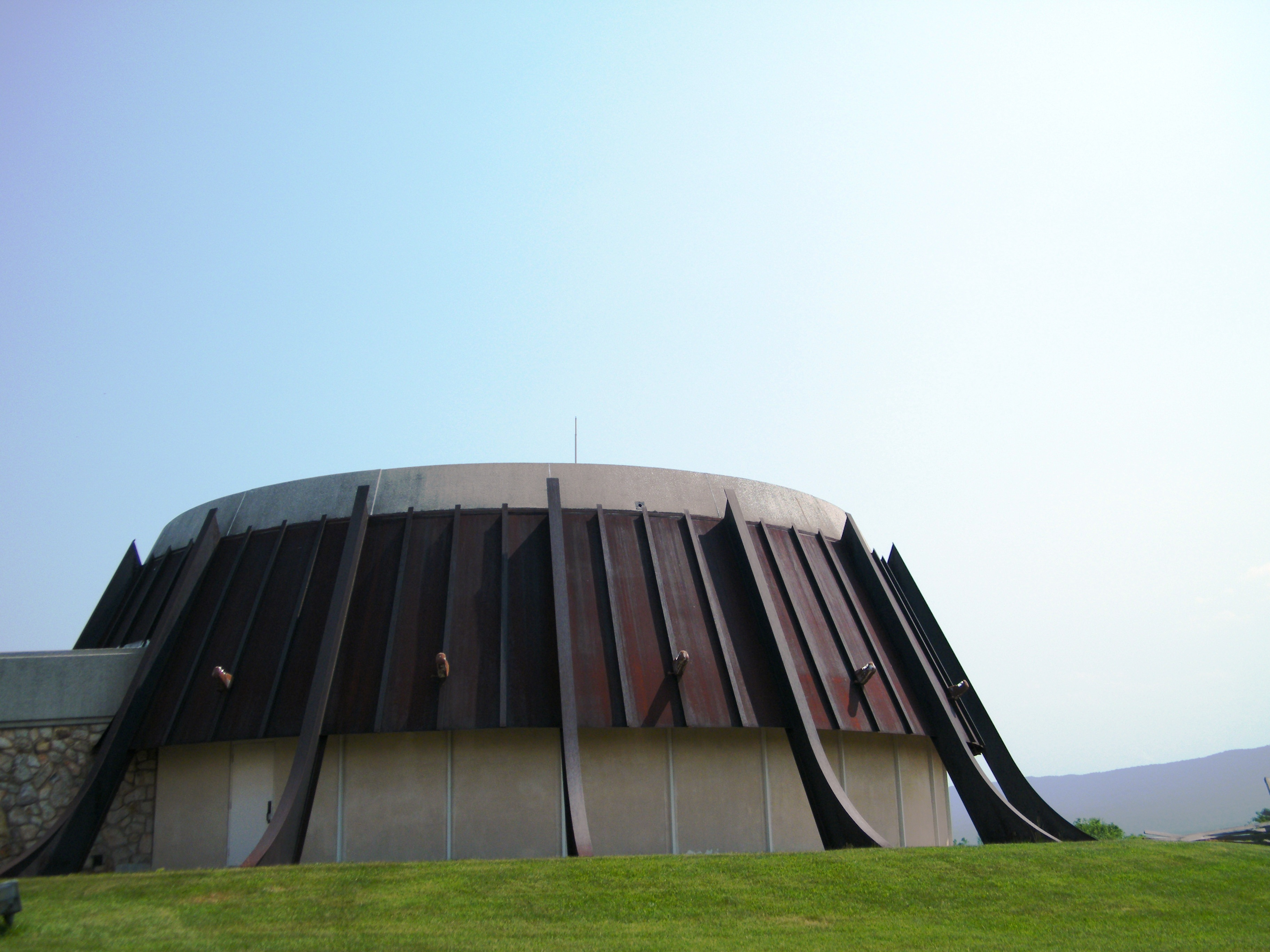
متحف فرجينيا للحرب الأهلية ومتنزه نيو ماركت باتلفيلد التاريخي الحكومي حيث تتم إعادة توجيه الرسوم

| وليام هنري كابيل فئة 1865 (جديد)        | ريتشموند ، فرجينيا              | رقيب أول كاديت فصيل د | قتل في حدث معين. دفن في مقبرة هوليوود، ريتشموند |
| تشارلز غاي كروكيت فئة 1867 (طالبة)      | مقاطعة ويث ، فرجينيا            | كاديت الخاصة فصيل د   | قتل في حدث معين. أعيد في VMI في عام 1960. |
| ألفا كورتيس هارتسفيلد دفعة 1866         | مقاطعة ويك ، كارولاينا الشمالية | كاديت الخاصة فصيل د   | توفي في 26 يونيو في مستشفى بطرسبرغ. دفن في مقبرة لا تحمل علامات في مقبرة كنيسة بلاندفورد، بطرسبرغ. ‣ مدرج تحت فصيل ب في النصب                                                    |
| لوثر كاري هاينز دفهة 1867 (طالبة)       | مقاطعة إسيكس ، فرجينيا          | كاديت الخاصة فصيل ب   | توفي في 15 يونيو في مستشفى فندق بووهاتا القديم، ريتشموند. دفن في منزل عائلته "مشمس الجانب".                                                                                      |
| توماس جارلاند جيفرسون دفعة 1867 (طالبة) | مقاطعة أميليا ، فرجينيا         | كاديت فصيل ب          | توفي بعد ثلاثة أيام من المعركة في منزل خاص قريب. دفن في معهد فرجينيا العسكري. |
| هنري جينر جونز دفعة 1867 (طالبة)        | مقاطعة الملك ويليام ، فرجينيا   | كاديت الخاصة فصيل د   | قتل في حدث معين. دفن في معهد فرجينيا العسكري. |
| وليام هيو ماكدويل فئة 1867 (طالبة)      | بيتي فورد ، نورث كارولينا       | كاديت الخاصة شركة ب   | قتل في حدث معين. دفن في معهد فرجينيا العسكري. |
| جاكلين بيفرلي ستانارد فئة 1867 (طالبة)  | أورانج ، فرجينيا                | كاديت الخاصة شركة ب   | قتل في حدث معين. دفن في أورانج، فرجينيا. |
| جوزيف كريستوفر ويلرايت فئة 1867 (طالبة) | مقاطعة ويستمورلاند ، فرجينيا    | كاديت الخاصة شركة ج   | توفي في 2 يونيو في منزل الطبيب في هاريسونبورغ. دفن في معهد فرجينيا العسكري. |